# Mimorsidis griseus
Mimorsidis griseus är en skalbaggsart som beskrevs av Stefan von Breuning 1968. Mimorsidis griseus ingår i släktet Mimorsidis och familjen långhorningar. Inga underarter finns listade i Catalogue of Life.